# Ваља Рамникулуј (Бузау)
Ваља Рамникулуј (рум. Valea Râmnicului) насеље је у Румунији у округу Бузау у општини Ваља Рамникулуј. Oпштина се налази на надморској висини од 117 m.

## Становништво
Према подацима из 2011. године у насељу је живело 1984 становника.